# Miloš Žeravica
Miloš Žeravica (Милош Жеравица; sinh 22 tháng 7 năm 1988, ở Zrenjanin) là một cầu thủ bóng đá Serbia thi đấu cho FK Borac Banja Luka ở Giải bóng đá ngoại hạng Bosnia và Herzegovina.. Anh từng là thành viên của Đội tuyển bóng đá U-21 quốc gia Serbia.